# 阿不都热克甫·吐木尼牙孜
阿不都热克甫·吐木尼牙孜（維吾爾語：ئابدۇرەقىپ تۇمۇنىياز‎，拉丁维文：Abdurëqip Tumuniyaz，1962年7月—），男，维吾尔族，新疆鄯善人，中华人民共和国政治人物、中国伊斯兰教人物，大毛拉。曾任中国伊斯兰教协会常委、新疆维吾尔自治区伊斯兰教协会副会长，第十二届全国人民代表大会新疆地区代表，现任中国伊斯兰教协会副会长，新疆维吾尔自治区政协副主席，新疆伊斯兰教经学院院长。

## 生平
2008年，当选第十一届全国政协委员，代表中华全国青年联合会，分入第十六组。2013年，担任全国人大代表。2018年1月，任新疆维吾尔自治区政协副主席。2018年2月24日，当选为第十三届全国人大代表。